# アンコールズ、リジェンズ、アンド・パラドックス〜トリビュート・トゥ・ザ・ミュージック・オブ・ELP
『アンコールズ、リジェンズ、アンド・パラドックス〜トリビュート・トゥ・ザ・ミュージック・オブ・ELP』 (Encores, Legends, and Paradox, A Tribute to the Music of ELP) は、エマーソン・レイク・アンド・パーマーのメンバー以外のミュージシャンが曲をトリビュートしたアルバム。

## 内容
ドリーム・シアターやマジェラン、カイロ等のアルバムをリリースしている「マグナ・カルタ・レコード」がリリースしたトリビュート・アルバム。
ドリーム・シアターやマジェランのメンバー/元メンバーの他、カール・パーマーとエイジアを結成していたジョン・ウェットンとジェフ・ダウンズ、3(スリー)に参加したロバート・ベリー、元イエスのピーター・バンクスとイゴール・コロシェフ、さらにグレン・ヒューズやサイモン・フィリップス等が参加している。

## 収録曲（参加ミュージシャン）
1. 「悪の教典9 第1印象」 - "Karn Evil 9 (1st Impression)" （ロバート・ベリー、サイモン・フィリップス、ジョーダン・ルーデス、マーク・ウッド）
2. 「ビッチズ・クリスタル」 - "Bitches Crystal" （トレント・ガードナー、パット・マステロット、ジョン・ウェットン、イゴール・コロシェフ、ウェイン・ガードナー）
3. 「トッカータ」 - "Toccata" （トレント・ガードナー、パット・マステロット、ピーター・バンクス、マット・ギロリー、ウェイン・ガードナー）
4. 「ナイフ・エッジ」 - "Knife Edge" （ロバート・ベリー、サイモン・フィリップス、グレン・ヒューズ、マーク・ボニーラ、エリク・ノーランダー）
5. 「タイム・アンド・プレイス」 - "A Time And A Place" （トレント・ガードナー、ドアン・ペリー、マーティン・バレ、ウェイン・ガードナー、ジェイムズ・ラブリエ、ジョン・ノヴェロ）
6. 「ホウダウン」 - "Hoedown" （ロバート・ベリー、サイモン・フィリップス、ジェリー・グッドマン、ジョーダン・ルーデス、マーク・ボニーラ）
7. 「シェリフ」 - "The Sheriff" （トレント・ガードナー、マイク・ポートノイ、ジョン・ウェットン、ピーター・バンクス、マーク・ロバートソン、ウェイン・ガードナー）
8. 「永遠の謎」 - "The Endless Enigma" （トレント・ガードナー、マイク・ポートノイ、ジェフ・ダウンズ、ウェイン・ガードナー）
9. 「未開人」 - "The Barbarian" （ロバート・ベリー、サイモン・フィリップス、イゴール・コロシェフ）
10. 「タルカス」 - "Tarkus" （ロバート・ベリー、サイモン・フィリップス、ジェイムズ・ラブリエ、デレク・シェリニアン、マーク・ボニーラ）

## 参加ミュージシャン・50音順（参加曲）
- イゴール・コロシェフ (2、9)
- ウェイン・ガードナー (2、3、5、7、8)
- エリク・ノーランダー (4)
- グレン・ヒューズ (4)
- サイモン・フィリップス (1、4、6、9、10)
- ジェイムズ・ラブリエ (5、9)
- ジェフ・ダウンズ (8)
- ジェリー・グッドマン (6)
- ジョーダン・ルーデス (1、6)
- ジョン・ウェットン (2、7)
- ジョン・ノヴェロ (5)
- デレク・シェリニアン (10)
- ドアン・ペリー (5)
- トレント・ガードナー (1、3、5、7、8)
- パット・マステロット (2、3)
- ピーター・バンクス (3、7)
- マーク・ウッド (1)
- マーク・ボニーラ (4、6、10)
- マーク・ロバートソン (7)
- マーティン・バレ (5)
- マイク・ポートノイ (7、8)
- マット・ギロリー (3)
- ロバート・ベリー (1、4、6、9、10)